# Kap Flannery
Das Kap Flannery ist ein Kap, welches das westliche Ende von Thule Island im Archipel der Südlichen Sandwichinseln bildet. 
Wissenschaftler der britischen Discovery Investigations kartierten und benannten das Kap 1930. Namensgeber ist der britische Schiffbauingenieur und Politiker James Fortescue Flannery (1851–1943), Mitglied des Komitees dieser Forschungsreihe.